# Kelsale cum Carlton
Kelsale cum Carlton est une paroisse civile du Suffolk, en Angleterre.